# Библиография Виктора Лунина
Виктор Алексеевич Лунин (6 [18] ноября 1838 — после 1914) — военный врач, лубочный писатель. Автор ряда учебных и ознакомительных пособий по медицине, исторических рассказов, очерков и произведений других жанров. Издавался под псевдонимами: Кукель, Днепров, В. А. Л..

## Методические рекомендации и учебные пособия по медицине
| Год  | Название | Примечание | Издательство                                    | Количество страниц |
| ---- | --- | --- | ----------------------------------------------- | ------------------ |
| 1875 | Руководство практической медицины для фельдшеров, составленное врачом Луниным                                                                    | Составлен врачом Луниным | М.: Изд. книгопр. Ф. И. Колесова и Ф. Г. Михина | 248                |
| 1876 | Здоровье и хворь | Сочинение В. А. Лунина | Срт.: Тип. П. С. Феокритова                     | 64                 |
| 1882 | Краткая общепонятная физиология человека | Составлен Луниным | М.: Тип. А. Карцева                             | 191                |
| 1884 | Собрание рецептов | Справочная книжка для врачей, составленная по Нимейеру, Леберту, Труссо… и др. врачом Луниным. Соавторы: Леберт Г., Нимейер Ф., Труссо А.                                                                                             | М.: Изд. книгопр. А. Л. Васильева               | 243                |
| 1885 | Домашний врач | Полный общедоступный лечебник, составленный врачом Луниным, автором Полного учебника для фельдшеров и фельдшериц. Краткое общепонятие физиологии человека и др.                                                                       | М.: Тип. А. А. Карцева                          | 400                |
| 1887 | О сбережении здоровья | Руководство для учебных и санитарных войсковых команд | М.: Тип. А. А. Карцева                          | 55                 |
| 1888 | Краткий учебник для военно-фельдшерских учеников                                                                                                 | | М.: Тип. А. А. Карцева                          | 364                |
| 1888 | Руководство к хирургии для фельдшеров, фельдшериц и фельдшерских учеников                                                                        | | М.: Тип. А. А. Карцева                          | 274                |
| 1892 | Школа сбережения здоровья, продолжительной молодости и физической красоты женщины // в 2 частях                                                  | | М.: Тип. И. Д. Сытина и К°                      | 127                |
| 1894 | Домашняя врачебная помощь в отсутствии врача | Общедоступный лечебник | М.: Тип. т-ва И. Д. Сытина                      | 204                |
| 1894 | Лечебник для домашних животных | | М.: Тип. Вильде                                 | 150                |
| 1899 | Вода как один из главнейших факторов здоровья | Исследования доктора Лунина | М.: Тип. А. В. Васильева                        | 15                 |
| 1903 | Домашний врач | Общедоступный лечебник, иллюстрированный многими рисунками, заимствованный из разных медицинских сочинений. Настольная книга для людей, удалёных от медицинской помощи, и вообще для любителей домашней медицины. Составил врач Лунин | М.: Тип. т-ва И. Д. Сытина                      | 491                |
| 1903 | Общедоступный лечебник для всех | Составил врач Лунин | М.: Тип. т-ва И. Д. Сытина                      | 311                |
| 1904 | Краткий учебник латинского языка для поступающих в фельдшерские школы учеников и учениц, как равно и для окончивших курс фельдшеров и фельдшериц | Составил врач Лунин, автор Полного учебника для фельдшеров и фельдшериц | М.: Тип. А. А. Карцева                          | 120                |
| 1909 | Лечебник секретных болезней | Составленный по руководствам и наблюдениям современных сифилидологов и клиницистов врачом Луниным | М.: Тип. т-ва И. Д. Сытина                      | 280                |

## Сочинения
| Год  | Название | Жанр                                                             | Издательство                                                 | Количество страниц |
| ---- | --- | ---------------------------------------------------------------- | ------------------------------------------------------------ | ------------------ |
| 1887 | Купленный выстрел, или шайка отравителей | роман                                                            | М.                                                           |                    |
| 1892 | Батюшкина воля | овесть из деревенской жизни                                      | М.: Изд. книгопр. Е. А. Губанова                             | 107                |
| 1892 | Невольница, или три недели в гареме | повесть                                                          | М.: Изд. книгопр. Е. А. Губанова                             | 107                |
| 1893 | Ворожея | рассказ                                                          | М.: Тип. Вильде                                              | 32                 |
| 1893 | Гудок, или всякая всячина |                                                                  | М.: Изд. книгопр. Е. А. Губанова                             | 219                |
| 1893 | Две сиротки, или дела давно минувших дней | повесть                                                          | М.: Изд. книгопр. Е. А. Губанова                             | 108                |
| 1894 | Роковая сваха | рассказ                                                          | М.: Изд. книгопр. Е. А. Губанова                             | 36                 |
| 1895 | Малютка | повесть                                                          | М.: Изд. книгопр. Е. А. Губанова                             | 108                |
| 1895 | Невольничество у азиатов. Рассказ старого моряка | рассказ                                                          | М.: Изд. Е. И. Коноваловой                                   | 108                |
| 1895 | Нежданно и негаданно | повесть                                                          | М.: Изд. Е. И. Коноваловой                                   | 107                |
| 1897 | Бегство Наполеона из России в 1812 году |                                                                  | М.: Изд. книгопр. П. Д. Анисимова                            | 31                 |
| 1897 | Баловница, или в дикие степи хочу! | повесть                                                          | М.: Изд. Е. И. Коноваловой                                   | 108                |
| 1897 | Беда за бедой | рассказ                                                          | М.: Тип. Вильде                                              | 32                 |
| 1897 | Бог не без милости | рассказ                                                          | М.: Тип. Вильде                                              | 32                 |
| 1897 | Боярская дочь, или за богом молитва, а за царём служба никогда не пропадет | рассказ из времён царя Алексея Михайловича                       | М.: Изд. Е. И. Коноваловой                                   | 32                 |
| 1897 | Брак по расчёту | повесть                                                          | М.: Изд. книгопр. Е. А. Губанова                             | 107                |
| 1897 | В бурную осеннюю ночь | рассказ                                                          | М.: Изд. книгопр. П. Д. Анисимова                            | 36                 |
| 1897 | В золотой клетке | рассказ                                                          | М.: Тип. Вильде                                              | 32                 |
| 1897 | Взрыв турецкого корабля и семь дней в плену у турок. Рассказы старого русского моряка | рассказ                                                          | М.: Изд. книгопр. П. Д. Анисимова                            | 35                 |
| 1897 | Вот, что случается порой | рассказ                                                          | М.: Тип. Вильде                                              | 32                 |
| 1897 | Горькая доля | рассказ                                                          | М.: Тип. Вильде                                              | 32                 |
| 1897 | Две соперницы | рассказ                                                          | М.: Тип. Вильде                                              | 32                 |
| 1897 | Дикарка. Рассказ моряка | рассказ                                                          | М.: Тип. Вильде                                              | 32                 |
| 1897 | Добрый товарищ | рассказ                                                          | М.: Тип. Вильде                                              | 32                 |
| 1897 | Долг платежом красен | рассказ                                                          | М.: Тип. Вильде                                              | 32                 |
| 1897 | Жертва несчастной любви | рассказ                                                          | М.: Тип. Вильде                                              | 32                 |
| 1897 | За минуту до смерти, или превратности судьбы | повесть                                                          | М.: Изд. книгопр. Е. А. Губанова                             | 107                |
| 1897 | Запорожский казак Петро Рудый | рассказ                                                          | М.: Изд. книгопр. П. Д. Анисимова                            | 32                 |
| 1897 | Корчма на большой дороге | рассказ                                                          | М.: Тип. Вильде                                              | 32                 |
| 1897 | Лихая цыганка | рассказ                                                          | М.: Тип. Вильде                                              | 32                 |
| 1897 | Любовь и долг | рассказ                                                          | М.: Тип. Вильде                                              | 32                 |
| 1897 | Матрос Яшка | рассказ                                                          | М.: Изд. книгопр. П. Д. Анисимова                            | 32                 |
| 1897 | Медведь-музыкант | рассказ                                                          | М.: Изд. книгопр. П. Д. Анисимова                            | 35                 |
| 1897 | Мщение ревнивца | повесть                                                          | М.: Изд. книгопр. Е. А. Губанова                             | 107                |
| 1897 | На Кавказе. Рассказ инвалида | рассказ                                                          | М.: Тип. Вильде                                              | 31                 |
| 1897 | На мусульманском кладбище | рассказ                                                          | М.: Тип. Вильде                                              | 32                 |
| 1897 | На Руси тысячу лет тому назад | рассказ                                                          | М.: Изд. Е. И. Коноваловой                                   | 32                 |
| 1897 | На сиротскую долю господь посылает | рассказ                                                          | М.: Тип. Вильде                                              | 32                 |
| 1897 | Не бывать бы счастью, да несчастье помогло | рассказ                                                          | М.: Тип. Вильде                                              | 32                 |
| 1897 | Необыкновенный случай | повесть                                                          | М.: Тип. Вильде                                              | 32                 |
| 1897 | О молодом рыцаре Сармае и королевской дочери Бланке | заимств. из араб. преданий                                       | М.: Изд. Е. И. Коноваловой                                   | 107                |
| 1897 | Предание о том, как львица воспитала царского сына |                                                                  | М.: Изд. Е. И. Коноваловой                                   | 107                |
| 1897 | Одинокая могила | повесть                                                          | М.: Тип. Вильде                                              | 32                 |
| 1897 | Осада Троице-Сергиевой лавры поляками в 1608 г. | рассказ, заимствованный из исторического источника               | М.: Изд. книгопр. П. Д. Анисимова                            | 32                 |
| 1897 | От богатства да по миру | рассказ                                                          | М.: Изд. книгопр. П. Д. Анисимова                            | 36                 |
| 1897 | От чего происходит порча или недуг от лукавого и как избавиться от неё | рассказ                                                          | М.: Изд. книгопр. П. Д. Анисимова                            | 36                 |
| 1897 | Отвергнутая любовь, или Месть вдовушки | повесть                                                          | М.: Изд. Е. И. Коноваловой                                   | 107                |
| 1897 | Ошибки молодости | рассказ                                                          | М.: Тип. Вильде                                              | 31                 |
| 1897 | Печальная участь гадалки | рассказ                                                          | М.: Тип. Вильде                                              | 32                 |
| 1897 | Превратности судьбы | рассказ                                                          | М.: Тип. Вильде                                              | 31                 |
| 1897 | Предвестники божией кары | рассказ из времён 17 столетия                                    | М.: Тип. Вильде                                              | 32                 |
| 1897 | Приключения охотника | рассказ                                                          | М.: Изд. книгопр. П. Д. Анисимова                            | 35                 |
| 1897 | Редкая честность извозчика | рассказ                                                          | М.: Изд. книгопр. П. Д. Анисимова                            | 36                 |
| 1897 | Редкий случай | повесть                                                          | М.: Тип. Вильде                                              | 32                 |
| 1897 | Рекрут | рассказ                                                          | М.: Тип. Вильде                                              | 32                 |
| 1897 | Русалки | рассказ                                                          | М.: Тип. Вильде                                              | 32                 |
| 1897 | Святочное гадание | рассказ                                                          | М.: Тип. Вильде                                              | 32                 |
| 1897 | Сестра милосердия | рассказ                                                          | М.: Тип. Вильде                                              | 32                 |
| 1897 | Силач Макарушка | рассказ                                                          | М.: Тип. Вильде                                              | 32                 |
| 1897 | Скупцы | рассказ                                                          | М.: Тип. Вильде                                              | 32                 |
| 1897 | Случайный покровитель | рассказ                                                          | М.: Тип. Вильде                                              | 32                 |
| 1897 | Сокровища на дне моря | рассказ                                                          | М.: Тип. Вильде                                              | 32                 |
| 1897 | Старостиха Василиса | рассказ из времён войны с французами в 1812 г.                   | М.: Изд. книгопр. П. Д. Анисимова                            | 32                 |
| 1897 | Суворовский солдат Кубышкин. Рассказ инвалида | рассказ                                                          | М.: Изд. книгопр. П. Д. Анисимова                            | 32                 |
| 1897 | Суженый-ряженый | рассказ                                                          | М.: Тип. Вильде                                              | 32                 |
| 1897 | Таинственный всадник | рассказ                                                          | М.: Изд. книгопр. П. Д. Анисимова                            | 36                 |
| 1897 | Таинственный мельник | рассказ                                                          | М.: Тип. Вильде                                              | 32                 |
| 1897 | Тайны замка Мадурно | рассказ                                                          | М.: Тип. Вильде                                              | 32                 |
| 1897 | Терпи, верь и надейся | повесть                                                          | М.: Тип. Вильде                                              | 32                 |
| 1897 | Фабричная красавица | рассказ                                                          | М.: Тип. Вильде                                              | 32                 |
| 1897 | Царская охота. Эпизод из жизни царя Алексея Михайловича | рассказ                                                          | М.: Тип. Вильде                                              | 31                 |
| 1898 | Битвы князя Скопина-Шуйского с поляками в 1609 и 1610 годах | рассказ                                                          | М.: Изд. книгопр. П. Д. Анисимова                            | 36                 |
| 1898 | Бой купца Калашникова с опричником Кирибеевичем | рассказ, заимствованный из стихотворения Лермонтова              | М.: Изд. книгопр. П. Д. Анисимова                            | 35                 |
| 1898 | Ермак — покоритель Сибири | рассказ                                                          | М.: Изд. книгопр. П. Д. Анисимова                            | 36                 |
| 1898 | Живая покойница, или месть старого ревнивца | повесть                                                          | М.: Изд. книгопр. Е. А. Губанова                             | 107                |
| 1898 | Знатный подвиг новгородского купца Иголкина | рассказ                                                          | М.: Изд. книгопр. П. Д. Анисимова                            | 36                 |
| 1898 | Изменник Мазепа, гетман Малороссии | рассказ                                                          | М.: Тип. Н. Н. Булгакова. Изд. книгопр. П. Д. Анисимова      | 36                 |
| 1898 | Кавалерист-девица | рассказ                                                          | М.: Изд. книгопр. П. Д. Анисимова                            | 36                 |
| 1898 | На бога надейся, а сам не плошай | рассказ                                                          | М.: Изд. книгопр. П. Д. Анисимова                            | 35                 |
| 1898 | Осада Севастополя в 1854 и 1855 годах | рассказ                                                          | М.: Изд. книгопр. П. Д. Анисимова                            | 36                 |
| 1898 | Подвиг рядового Архипа Осипова | рассказ, заимствованный из различных достоверных источников      | М.: Изд. книгопр. П. Д. Анисимова                            | 36                 |
| 1898 | Чужое добро в прок нейдёт, или Небесная кара | повесть                                                          | М.: Изд. книгопр. Е. А. Губанова                             | 107                |
| 1899 | Гроза Кавказа казак Яков Петрович Бакланов и его битвы с Шамилём | рассказ, заимствованный из достоверных источников                | М.: Изд. Е. И. Коноваловой                                   | 107                |
| 1899 | Заколдованный клад | повесть, составленная по старинному сказанию                     | М.: Изд. книгопр. Е. А. Губанова                             | 108                |
| 1899 | Штурм турецкой крепости Карса в минувшую войну 1877-78 гг. | рассказ                                                          | М.: Изд. Е. И. Коноваловой                                   | 32                 |
| 1899 | Знаменитый русский герой Михаил Дмитриевич Скобелев, белый генерал | рассказ, заимствованный из достоверных источников                | М.: Изд. Е. И. Коноваловой                                   | 108                |
| 1899 | О храбром и неустрашимом богатыре портупей-прапорщике | фантастическая повесть                                           | М.: Изд. Е. И. Коноваловой                                   | 108                |
| 1899 | Пид явором три могилы (укр.) | повесть                                                          | М.: Изд. Е. И. Коноваловой                                   | 108                |
| 1899 | Путешествие московского купца Трифона Коробейникова во Иерусалим, Египет и к Синайской горе в 1583 году при царе Иоанне Васильевиче Грозном |                                                                  | М.: Изд. Е. И. Коноваловой                                   | 63                 |
| 1899 | Светлейший князь Михаил Илларионович Голенищев-Кутузов Смоленский | повесть, заимствованная из достоверных исторических источников   | М.: Изд. Е. И. Коноваловой                                   | 143                |
| 1899 | Таинственный монах // в 2 частях | исторический роман (времён царствования Петра I)                 | М.: Изд. Е. И. Коноваловой                                   | 216                |
| 1899 | Жизнеописание великого русского поэта Александра Сергеевича Пушкина. (1799—1899) | серия: Столетняя годовщина со дня рождения                       | М.: Изд. Е. И. Коноваловой                                   | 32                 |
| 1900 | Граф Александр Васильевич Суворов. Знаменитый герой русский | рассказ                                                          | М.: Тип. Н. Н. Булгакова. Изд. Е. И. Коноваловой             | 33                 |
| 1900 | Полный современный деловой письмовник, содержащий: письма на разные случаи обыденной жизни, письма деловые и торговые, деловые бумаги, деловые акты, извлечения из Устава о гербовом сборе, о винной монополии, извлечение из Торгового устава, извлечение из Устава о воинской повинности, о мировых судьях, извлечения их Устава о цензуре и печати, о крестьянских земельных банках и почтовые сведения // в 8 частях | письмовник                                                       | М.: Изд. Е. И. Коноваловой                                   | 608                |
| 1900 | Подневольное замужество, или горькая судьба | повесть из малороссийского быта                                  | М.: Изд. Е. И. Коноваловой                                   | 108                |
| 1900 | Русско-турецкая война 1877-78 гг. | очерки и эпизоды, заимствованные из достоверных источников       | М.: Тип. Н. Н. Булгакова. Изд. Е. И. Коноваловой             | 296                |
| 1900 | Современный деловой письмовник, содержащий: письма на разные случаи обыденной жизни, письма деловые и торговые, деловые бумаги, деловые акты, извлечения из Устава о гербовом сборе, извлечение из Торгового устава, извлечение о мировых судьях, извлечение из Устава о цензуре и печати, о крестьянских земельных банках и почтовые сведения // в 6 частях                                                             | письмовник                                                       | М.: Изд. Е. И. Коноваловой                                   | 287                |
| 1901 | В плену у шведов, или Осада крепости Выборга | историческая повесть из времён царствования Петра Великого       | М.: Отд. тип. т-ва И. Д. Сытина                              | 96                 |
| 1901 | Воспитанница из генеральского дома | рассказ                                                          | М.: Отд. тип. т-ва И. Д. Сытина                              | 32                 |
| 1901 | Маша-сирота, или Трегубый волокита | повесть                                                          | Киев: Изд. книгопр. Е. А. Губанова                           | 108                |
| 1901 | На месте преступления | повесть                                                          | М.: Изд. Е. И. Коноваловой                                   | 108                |
| 1901 | Подкидыш | повесть                                                          | М.: Изд. Е. И. Коноваловой                                   | 107                |
| 1901 | Шикарная жена | повесть                                                          | М.: Изд. Е. И. Коноваловой                                   | 108                |
| 1902 | Стрельцы // 2 частях | роман из времён Петра Великого                                   | М.: Изд. Е. И. Коноваловой                                   | 192                |
| 1903 | Былое время // в 2 частях | роман                                                            | М.: Изд. Е. И. Коноваловой                                   | 192                |
| 1903 | В лесах дремучих // в 2 частях | историческая повесть из времён царствования Петра Великого       | М.: Изд. Е. И. Коноваловой                                   | 192                |
| 1903 | Геройский подвиг бомбардира Агафона Никитина во время войны с текинцами, с описанием военных действий русского отряда под командой генерала Ломакина в 1879 г. и отряда под командой генерал-адъютанта Скобелева в 1880 и 1881 гг. |                                                                  | М.: Типо-литография Ф. И. Филатова                           | 314                |
| 1903 | Новгородская вольница, или Башня смерти // в 2 частях | историческая повесть, времён 15 столетия                         | М.: Изд. Е. И. Коноваловой                                   | 191                |
| 1903 | Тяжёлые времена, или Тайная канцелярия Бирона | исторический рассказ                                             | М.: Тип. т-ва И. Д. Сытина                                   | 108                |
| 1904 | Нашла коса на камень | рассказ                                                          | М.: Изд. А. Д. Сазонова                                      | 32                 |
| 1908 | В плену у людоедов | правдивый рассказ                                                | М.: Изд. А. Д. Сазонова                                      | 24                 |
| 1908 | Сколько вору не воровать, а петли не миновать | повесть                                                          | М.: Изд. торг. дома Е. Коноваловой и К°                      | 108                |
| 1909 | Нескромная сваха | рассказ                                                          | М.: Тип. П. В. Бельцова                                      | 24                 |
| 1909 | Семейный раздел, или от богатства да по миру | рассказ                                                          | М.: Тип. Филатова                                            | 24                 |
| 1910 | Геройские подвиги Орлеанской девы | быль                                                             | М.: Тип. П. В. Бельцова                                      | 24                 |
| 1912 | 1. По суду божию; 2. Злая мачеха | рассказ                                                          | М.: Тип. т-ва И. Д. Сытина                                   | 95                 |
| 1912 | Нужда скачет, нужда пляшет, нужда песенки поёт | рассказ                                                          | М.: Изд. торг. дома Е. Коноваловой и К°                      | 108                |
| 1912 | Чорна хмара (укр.) |                                                                  | М.                                                           |                    |
| 1913 | Бабушка Марфа, или За богом молитва, а за царем служба никогда не пропадает | повесть                                                          | М.: Изд. торг. дома Е. Коноваловой и К°                      | 108                |
| 1914 | Граф Суворов-Рымникский, великий русский герой | составлен по сведениям, заимствованным из достоверных источников | М.: Тип. П. В. Бельцова. Изд. торг. дома Е. Коноваловой и К° | 108                |
| 1914 | Сильный и храбрый богатырь Аника-воин | повесть                                                          | М.: Отд. тип. т-ва И. Д. Сытина                              |                    |
| 1914 | Найденыш, или Счастливая встреча |                                                                  | М.                                                           |                    |
| 1914 | Роковой выстрел, или любовь барчонка | повесть                                                          | М.: Изд. торг. дома Е. Коноваловой и К°                      | 108                |
| 1914 | Солдат Яшка, красная рубашка, синие ластовицы | рассказ                                                          | М.: Тип. т-ва И. Д. Сытина                                   | 96                 |

## Обработки сказок
| Год  | Название                                                                        | Жанр                                                                                        | Издательство                            | Количество страниц |
| ---- | ------------------------------------------------------------------------------- | ------------------------------------------------------------------------------------------- | --------------------------------------- | ------------------ |
| 1894 | О царевиче Иване, Жар-птице и Сером волке                                       |                                                                                             | М.: Изд. Е. И. Коноваловой              | 108                |
| 1897 | Лесное чудовище                                                                 | фантастическая сказка                                                                       | М.: Изд. книгопр. П. Д. Анисимова       | 36                 |
| 1897 | Лукавый в штофе водки                                                           |                                                                                             | М.: Изд. книгопр. П. Д. Анисимова       | 36                 |
| 1897 | На воздушном шаре                                                               | фантастический рассказ                                                                      | М.: Тип. Вильде                         | 32                 |
| 1897 | Потонувший город                                                                | арабская сказка                                                                             | М.: Тип. Вильде                         | 32                 |
| 1897 | Привидение на развалинах замка                                                  | легенда                                                                                     | М.: Тип. Вильде                         | 32                 |
| 1908 | Чёрный рыцарь, или бой с чудовищем                                              |                                                                                             | М.: Изд. А. Д. Сазонова                 | 24                 |
| 1913 | Тысяча и одна ночь // в 4 частях                                                | Арабские сказки знаменитой Шехеразады, заимствованные из перс. и араб. сочинений и преданий | М.: Изд. торг. дома Е. Коноваловой и К° | 352                |
| 1914 | Кот в сапогах                                                                   | Сказка                                                                                      | М.: Изд. торг. дома Е. Коноваловой и К° | 108                |
| 1914 | О молодом рыцаре Сармае и королевской дочери Бланке                             | Сказка, заимств. из араб. преданий                                                          | М.                                      | 96                 |
| 1914 | Сказка о сильном и храбром персидском князе Бедаре и о морской царевне Джиогаре | рассказ                                                                                     | М.: Тип. П. В. Бельцова                 | 108                |